# Artemidora symmetrica
Artemidora symmetrica är en fjärilsart som beskrevs av Alexander Michailovitsch Djakonov 1923. Artemidora symmetrica ingår i släktet Artemidora och familjen mätare. Inga underarter finns listade i Catalogue of Life.